# آرمین روناچر
آرمین روناچر (به انگلیسی: Armin Ronacher) (زاده ۱۹۸۹ برابر ۱۳۶۸ شمسی) یک برنامه‌نویس اتریشی نرم‌افزار و سازنده چارچوب کاری فلسک و موتور نشانه‌گذاری جینجا برای پایتون است. او در کنفرانس‌های توسعه سخنرانی‌های مستمر دارد و یک وبلاگ محبوب دربارهٔ توسعه نرم‌افزار کدباز دارد.